# Сфагнові (родина)
Торфовикові, сфагнові (Sphagnaceae) — родина мохів порядку сфагнові (Sphagnales).

## Класифікація
Родина включає один сучасний рід — сфагнум (Sphagnum) з 350 видами, та викопний рід Sphagnophyllites з єдиним тріасовим видом — Sphagnophyllites triassicus.